# La segunda mancha
La segunda mancha es uno de los 56 relatos cortos sobre Sherlock Holmes escrito por Arthur Conan Doyle. Fue publicado originalmente en The Strand Magazine y posteriormente recogido en la colección El regreso de Sherlock Holmes.

## Argumento
La gravedad y lo delicado  del caso hacen que Watson  se niegue a facilitar el año, ni siquiera la década, en la que sucedió el nuevo caso. La desaparición de una importante carta de un monarca europeo está a punto de tener consecuencias imprevisibles, cuando Lord Bellinger, dos veces presidente del Consejo de Gran Bretaña, y el muy ilustre Trelawney Hope visitan a Holmes en Baker Street.
La rápida intervención de Holmes resolverá el misterio que, como en tantos otros casos, encierra un caso de chantaje a una bella dama por un indiscreto error de juventud. Este último relato de El retorno de Sherlock Holmes lo escribe Watson cuando Holmes ya está retirado en las tierras bajas de Sussex, dedicado al estudio de la apicultura y hastiado de la notoriedad provocada por sus éxitos como el más brillante de los detectives del mundo.

## Bases reales de la historia
Si bien el primer ministro que aparece en la historia ("lord Bellinger") es ficticio, los "fans" de Sherlock Holmes han hecho numerosos intentos por identificarlo con uno real. En ese sentido, los candidatos más probables serían William Gladstone y lord Salisbury, los únicos que fueron dos veces primeros ministros en la época en que transcurren las aventuras de Sherlock Holmes (Gladstone lo fue entre 1868 y 1874, entre 1880 y 1885, en 1886 y entre 1892 y 1894, en tanto que Salisbury lo fue entre 1885 y 1886, entre 1886 y 1892 y entre 1895 y 1902).
La base argumental de la historia (una carta de un innominado "potentado extranjero" al primer ministro británico quejándose de la actuación del Reino Unido en un indeterminado suceso colonial, cuya publicación podría causar una guerra) recuerda al incidente del telegrama Kruger, que el káiser Guillermo II envió al presidente de la República del Transvaal, felicitándole por haber rechazado una incursión de tropas coloniales británicas. La publicación de este telegrama causó una gran indignación y dio pie a que se agravaran las tensiones entre Gran Bretaña y Alemania.